# Glycinopsis coccinea
Glycinopsis coccinea là một loài thực vật có hoa trong họ Đậu. Loài này được (SCHRADER) Kuntze mô tả khoa học đầu tiên năm 1891.